# Ansérame de Trani
Ansérame de Trani (en latin : Anseramus Tranensis ; en italien : Anseramo da Trani) est un sculpteur italien, actif dans les Pouilles dans la seconde moitié du XIIIe siècle.

## Biographie
Probablement originaire de Trani, Ansérame est notamment l'auteur du portail de l'ancienne cathédrale romane de Terlizzi, aujourd'hui placé sur la façade nord de la Chiesa del Rosario, et du tabernacle de la cathédrale de Bari (1292),.
Une rue de Terlizzi porte son nom (Via Anseramo da Trani).

## Œuvre principale
- Portail de l'ancienne cathédrale romane de Terlizzi : le tympan du portail reprend le thème biblique de la Cène ; sur l'archivolte sont figurés l'Annonciation, les Rois mages, la Nativité et la Crucifixion.

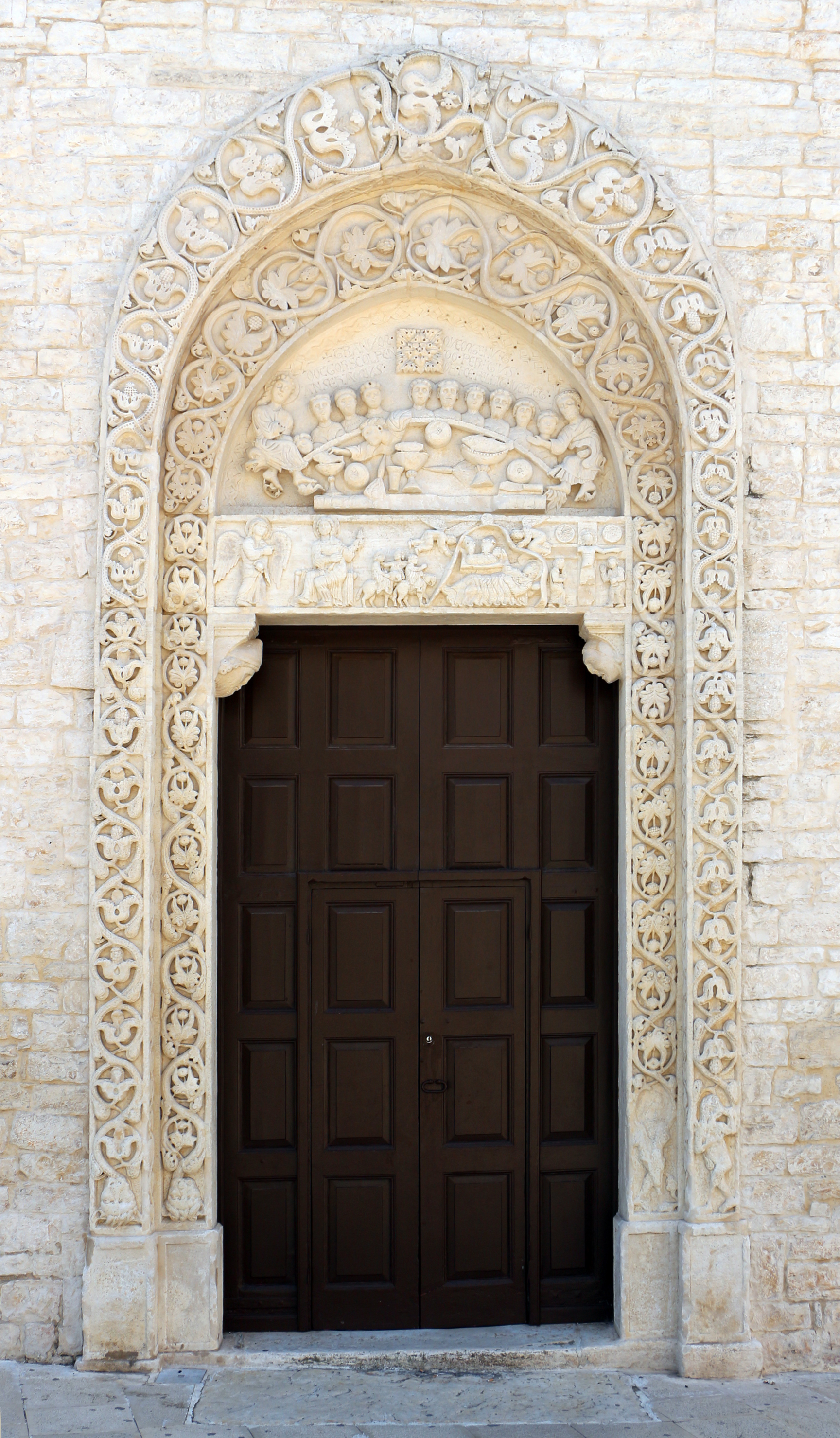
Le portail d'Ansérame de Trani.
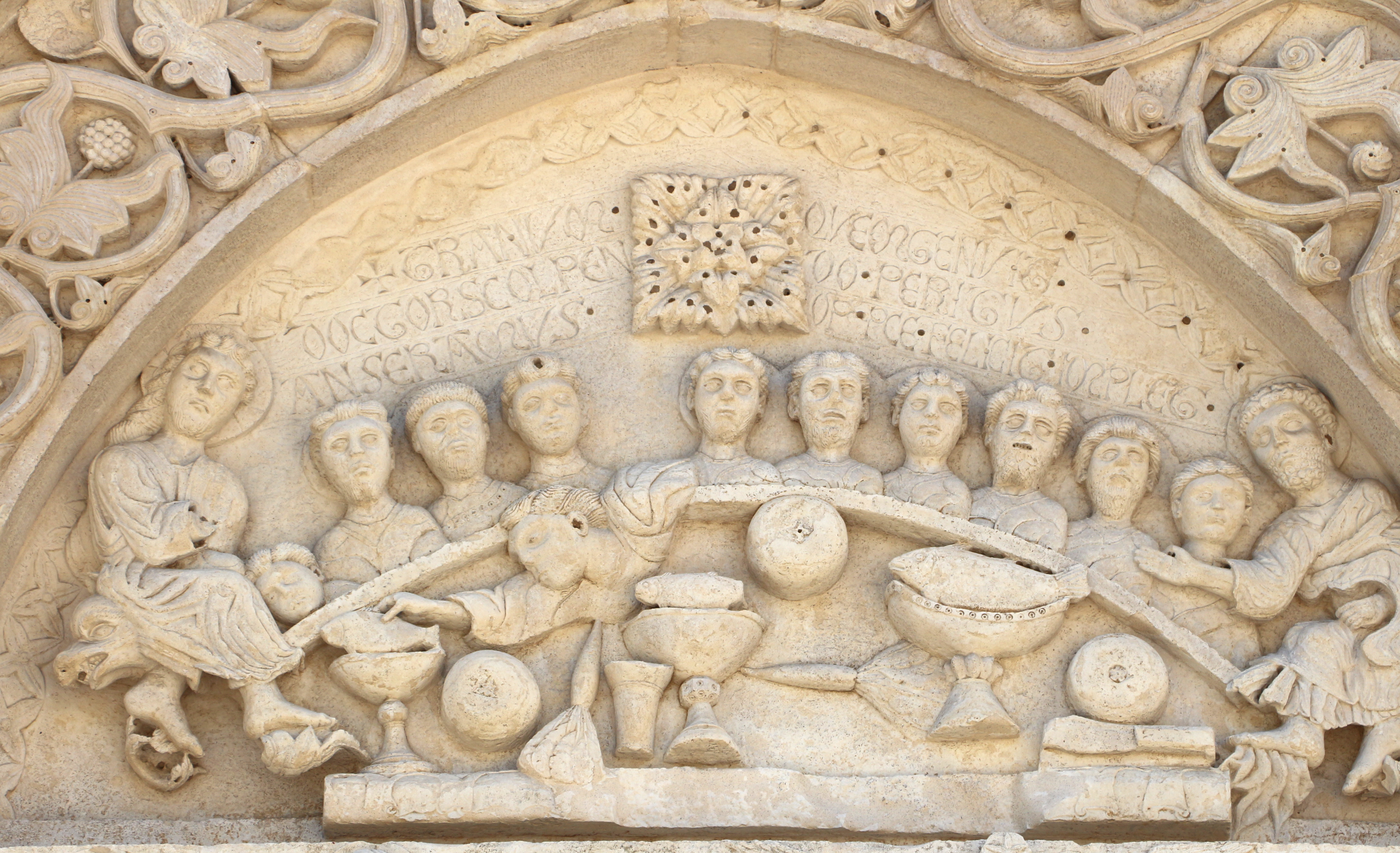
Le tympan du portail.
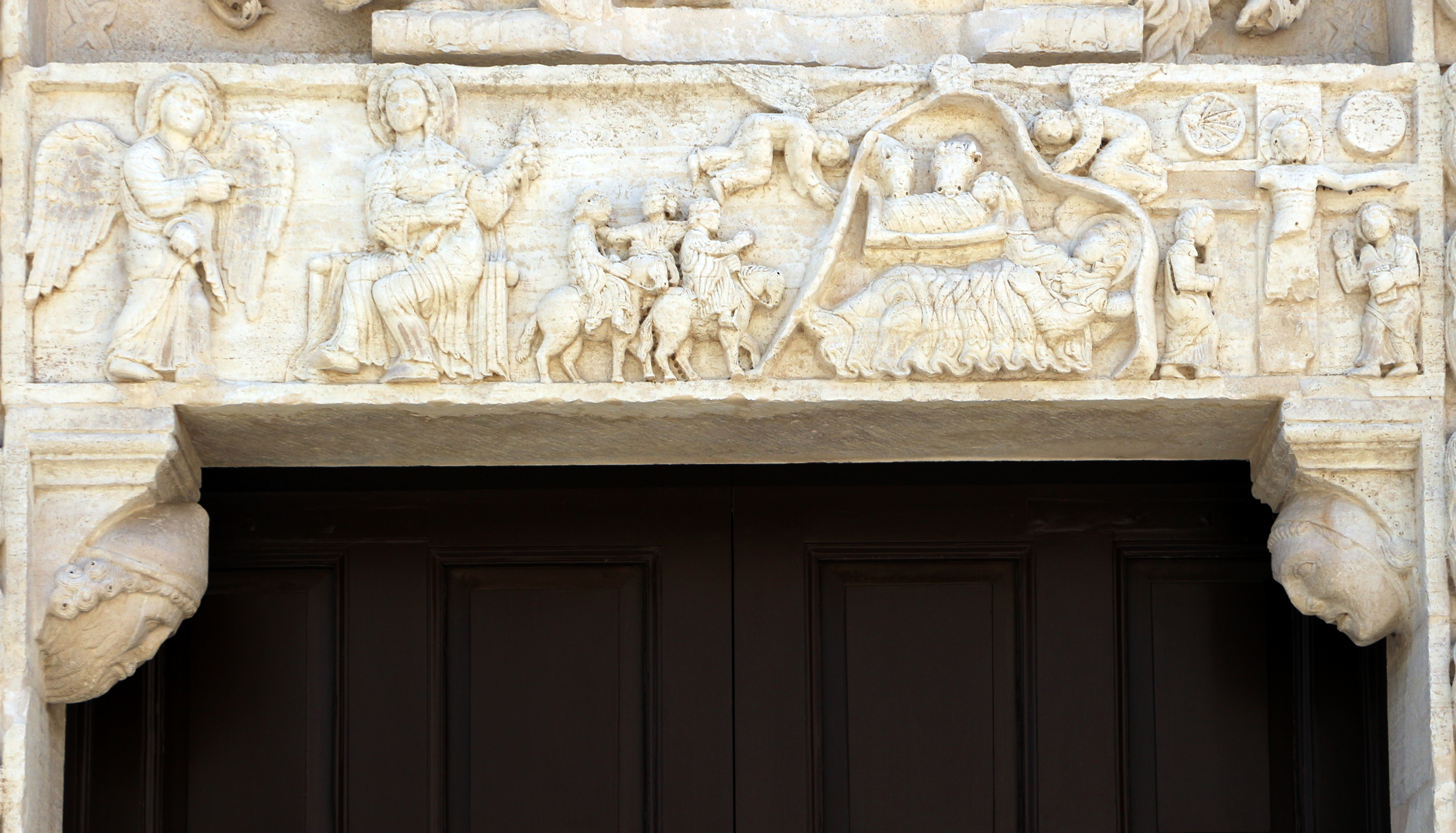
L'archivolte du portail.